# マンバン
マンバン（朝鮮語: 만방）とは、朝鮮民主主義人民共和国（北朝鮮）のIP放送サービスである。通称「北朝鮮のNetflix」。

## 概要
2016年8月16日に放送された朝鮮中央テレビの番組で紹介され、存在が明らかになった。サービス開始時期については不明であるが、外国人観光客の目撃証言から遅くとも2015年10月には既に存在していた可能性がある。朝鮮中央テレビの他万寿台テレビ・龍南山テレビ・体育テレビの国営テレビ4局と朝鮮中央放送（ラジオ）の生配信及びビデオ・オン・デマンド（VOD）配信、労働新聞の記事の配信などが行われている。

## 導入の背景
主な目的としては党と政府のプロパガンダを全国にあまねく届けるため、と言われている。後述する慈江道でのマンバン利用事例から推測されるように、従来の放送体系では基幹チャンネルである朝鮮中央テレビですら北朝鮮の山がちな地形ゆえに地方では難視聴地域が多いと推測され、IPTVに切り替えることで難視聴地域を解消し、党と政府のプロパガンダに触れる人口を増やそうとしていると考えられている。この他、マンバンで配信されるコンテンツには娯楽性が比較的高いコンテンツが多いことから、違法に流入する外国のコンテンツに対抗するために自国のコンテンツの多様性・娯楽性を強化する取り組みの一環とも推測されている。
また、機器の販売やサブスクリプション契約による収入の増加、視聴履歴の分析による統制強化も目的になっているのではないかと指摘されている。実際、中華人民共和国国内の北朝鮮公館が中国国内に滞在する北朝鮮国民向けにマンバンのセットトップボックス（STB）を強引に販売しているほか、マンバンの視聴履歴を用いた思想統制を行っているとの報道がある。

## 仕様
利用には専用のSTBが必要であるが、2018年にはスマートフォンやタブレット端末でも利用できるバージョンの存在が明らかになった。STBは北朝鮮国産と宣伝されているが、実際には中華人民共和国深圳市の工場で製造されたものであり、類似製品がアラビア語圏のIPTVサービス用に出回っていた。
サービスを利用するには北朝鮮のイントラネットである光明網への接続が必要と言われているが、38ノースがSTBの実機を入手して動作テストを行ったところ、通常のインターネットに接続した状態で一部の機能が動作した。このことから北朝鮮国外で出回っているSTBは在外同胞向けの製品であり、北朝鮮国内で使用されているSTBとは仕様が異なる可能性がある。なお38ノースが動作テストを行ったSTBは、中国にあるわが民族同士のサーバの他台湾にあるサーバにも接続し、オペレーティングシステム（OS）にはAndroidが使用されている。
STBの価格は、中国国内で北朝鮮国民向けに販売されているものが1台2000元（日本円でおよそ3万6000円）とされる。北朝鮮国内で販売されているものは一括払いで2万2000北朝鮮ウォン、分割払いの場合年6000ウォンを月割計算した額とされている。

## 利用
北朝鮮国内におけるマンバンの普及率については定かではないが、2016年8月時点では新義州市だけで「数百人」の利用者がおり、増加中であると報じられた。また2019年1月には慈江道狼林郡の狼林林産事業所でマンバンが労働者の思想教育・科学教育に利用されていること、2020年8月には咸興市の咸興第1百貨店でSTBが販売されていることが分かっている。38ノースによるSTBの動作テストでは利用登録が必要な可能性、サービスが有料である可能性が示唆されている。
この他、先述したように中国国内に滞在する北朝鮮国民向けのサービスが行われている。